# The Essential Michael Jackson
The Essential Michael Jackson är ett samlingsalbum av Michael Jackson. Svensk lansering den 24 augusti 2005.

## Låtlista
Alla låtar ärskrivna av Michael Jackson om inget annat namn anges.

### CD 1
1. I Want You Back (The Corporation) - 2:58
2. ABC (The Corporation) - 2:58
3. The Love You Save (The Corporation) - 3:05
4. Got to Be There (Elliot Willensky) - 3:25
5. Rockin' Robin	 (Leon Rene) - 2:32
6. Ben (Don Black/Walter Scharf) - 2:46
7. Blame It on the Boogie (Mick Jackson/David Jackson/Elmar Krohn) - 3:30
8. Shake Your Body (Down to the Ground) (Michael Jackson/Randy Jackson) - 3:46
9. Don't Stop 'til You Get Enough (från albumet "Off the Wall") - 3:56
10. Off the Wall (från albumet "Off the Wall") (Rod Temperton) - 3:46
11. Rock With You (från albumet "Off the Wall") (Rod Temperton) - 3:23
12. She's Out of My Life (från albumet "Off the Wall") (Tom Bahler) - 3:37
13. Can You Feel It (Jackie Jackson/Michael Jackson) - 3:50
14. The Girl Is Mine (från albumet "Thriller") - 3:41
15. Billie Jean (från albumet "Thriller") - 4:55
16. Beat It (från albumet "Thriller") - 4:18
17. Wanna Be Startin' Somethin' (från albumet "Thriller") - 4:17
18. Human Nature (från albumet "Thriller") (John Bettis/Steve Poraco) - 3:45
19. P.Y.T. (Pretty young thing) (från albumet "Thriller") (James Ingram/Quincy Jones) - 3:58
20. I Just Can't Stop Loving You (från albumet "Bad") - 4:11
21. Thriller (från albumet "Thriller") (Rod Temperton) - 5:14

### CD 2
1. Bad (från albumet "Bad") - 4:06
2. The Way You Make Me Feel (från albumet "Bad") - 4:26
3. Man in the Mirror (från albumet "Bad") (Glen Ballard/Siedah Garret) - 5:18
4. Dirty Diana (från albumet "Bad") - 4:40
5. Another Part of Me (från albumet "Bad") - 3:46
6. Smooth Criminal (från albumet "Bad") - 4:17
7. Leave Me Alone (från albumet "Bad") - 4:39
8. Black or White (från albumet "Dangerous") - 3:23
9. Remember the Time (från albumet "Dangerous") (Teddy Riley/Michael Jackson/Bernard Belle) - 3:59
10. In the Closet (från albumet "Dangerous") (Michael Jackson/Teddy Rilley) - 4:48
11. Who is It (från albumet "Dangerous") - 3:59
12. Heal the World (från albumet "Dangerous") - 6:26
13. Will You Be There (från albumet "Dangerous") - 3:40
14. You Are Not Alone (från albumet "HIStory - Past, Present and Future") (R. Kelly) - 4:55
15. Earth Song (från albumet "HIStory - Past, Present and Future") - 5:02
16. They Don't Care About Us (från albumet "HIStory - Past, Present and Future") - 4:44
17. You Rock My World (från albumet "Invincible") (Michael Jackson/Rodney Jerkins/Fred Jerkins |||/LaShawn Daniels/Nora Payne) - 5:08